# سد ایمبولو
سد ایمبولو (به لاتین: Imboulou Dam) یک سد و نیروگاه برقابی در جمهوری کنگو است که در Between the Plateaux Department (Republic of the Congo) واقع شده‌است.